# Larvik Turn
Larvik Turn & Idrettsforening je norský sportovní klub, který provozuje fotbal, házenou, atletiku, zápas a gymnastiku. Sídlí ve městě Larvik.

## Historie
Klub byl založen roku 1865.
Fotbal provozuje od roku 1906. Fotbalový tým hrál 1. norskou ligu v letech 1937–1948 (ale v letech 1939–1947 se nehrálo kvůli válce) a 1952–1962.

## Úspěchy
Mistr Eliteserien (3×)
- 1953, 1955, 1956